# Coppa del Mondo Under-23 3x3 2024
La Coppa del Mondo Under-23 3x3 2024 si sono svolti a Ulan Bator, in Mongolia, dal l'11 al 15 settembre.

## Risultati
| Evento           | Oro         | Argento     | Bronzo |
| Torneo maschile  | Germania    | Stati Uniti | Spagna |
| Torneo femminile | Stati Uniti | Paesi Bassi | Cina   |

## Medagliere
| Posiz. | Nazione     | Oro | Argento | Bronzo | Totale |
| ------ | ----------- | --- | ------- | ------ | ------ |
| 1      | Stati Uniti | 1   | 1       | 0      | 2      |
| 2      | Germania    | 1   | 0       | 0      | 1      |
| 3      | Paesi Bassi | 0   | 1       | 0      | 1      |
| 4      | Cina        | 0   | 0       | 1      | 1      |
| 4      | Spagna      | 0   | 0       | 1      | 1      |
| Totale | Totale      | 2   | 2       | 2      | 6      |